# 박상익 (1982년)
박상익(朴相翼, 1982년 8월 6일 ~ )은 대한민국의 전직 스타크래프트, 스타크래프트 II 프로게이머이며 전 스타크래프트 II 프로게임단 감독이었다. 아이디는 oGsTheWinD, 종족은 저그이다.

## 개요

#### 스타크래프트
2000년에 데뷔한 1세대 프로게이머에 속한다. 입대 전까지 SouL팀(현 STX SouL)에서 활동하였다.
전성기 당시 SouL팀에는 박상익을 포함하여 조용호, 변은종, 나경보, 임균태 등 유난히 다른 팀에 비해 저그 유저가 많았는데, 이 점에서 SouL팀의 저그는 ‘소울저그’‘저그명문’ 등으로 강조받고는 하였다. 이 가운데 박상익은 데뷔시기가 가장 빠르고 나이도 가장 많은 점, 스타일 상 소울팀의 저그를 이끌었다는 점에서 ‘소울저그’의 원조라는 평가를 받았다.
2007년 8월 은퇴를 선언하였고, 2008년 5월 13일 강원도 철원군에서 현역으로 군복무를 하였다.

#### 스타크래프트 II
군제대 후 2010년 현재 스타크래프트 II oGs의 클랜원으로 활동하고 있으며 방송 활동을 하고있다.
2010년부터 2012년까지 oGs의 감독을 맡았다.

## 수상 경력

### 스타크래프트

#### 개인 리그
- 2000년 6월  Pko프로게이머 선발전 선발
- 2000년 12월  Msokorea 2위
- 2001년 3월  CGGL리그 3위 (넷아이비팀)
- 2001년 5월  GGL1기 마이너리그 2위
- 2001년 6월  풍납닷컴 스타크래프트 전국대회 2위
- 2001년 7월  이노츠배 주장원전 첫째주 1위
- 2001년 8월  배틀탑 3위
- 2001년 10월  WCG 서울예선 2위
- 2001년 12월  게임벅스 온라인최강자전 1위
- 2001년 12월  제2회 라이코스 스테이션 TIC성남배 단체전 3위
- 2002년 2월  GhemTv 팀대항전 3연승
- 2002년 4월  이노츠배 주장원전 첫째주 2위
- 2000년 9월  Gamerace 미지배 3위
- 2002년 5월  이노츠배 넷째주 주장원 3위
- 2002년 8월  제2회pgr21 대회 2위
- 2002년 8월  온게임넷 2nd 챌린지리그 진출
- 2002년 12월  온게임넷 3th 챌린지리그진출
- 2003년 4월  온게임넷 올림푸스배 스타리그 8강
- 2003년 9월  온게임넷 마이큐브배 스타리그 16강

#### 팀 단위 리그
- 2003년 5월  Gembc 라이프존 팀리그 2위
- 2004년 2월  네오위즈 피망배 프로리그 4강
- 2004년 9월  SKY 온게임넷 프로리그 2위
- 2004년 10월 SKY 프로리그 2004 2Round 준우승
- 2005년 2월 SKY 프로리그 3Round 공동 3위
- 2005년 3월 MBC무비스배 MBC게임 팀리그 3위

### 스타크래프트 II
- 2010년 PGR21 블리자드 스타2 베타테스터 토너먼트 준우승
- 2010년 TG삼보-인텔 STARCRAFT II OPEN Season 1 32강
- 2010년 소니 에릭슨 스타크래프트 II OPEN Season 2 16강
- 2010년 소니 에릭슨 스타크래프트 II OPEN Season 3 64강
- 2011년 소니 에릭슨 글로벌 스타크래프트 II 리그 Jan Code-S 32강
- 2011년 Bllizarrad 한국대표 선발전 4강
- 2011년 GOMTV 올스타전 4강
- 2012년 GSL January 32강
- 2012년 GSL March 16강
- 2012년 GSL May 32강